# Zoran Slavnić
Zoran 'Moka' Slavnić (Servisch: Зоран 'Мока' Славнић) (Belgrado, 26 oktober 1949) is een Servisch voormalig basketballer en basketbalcoach.

## Carrière
Slavnic boekte zijn grootste successen in het shirt van KK Rode Ster Belgrado, want in de periode 1967-1977 won hij twee kampioenschappen in de Joegoslavische Liga, drie Joegoslavische bekers en de FIBA Europa Cup Winner's Cup (later omgedoopt tot FIBA Saporta Cup). Samen met Dragan Kapičić, Duci Simonović, en Vladimir Cvetković, was hij lid van een van de grootste teams in de geschiedenis van Red Star. Toen hij voor Joventut speelde, hielp hij de Spanjaarden in 1978 voor de tweede keer in de geschiedenis van de club om het kampioenschap van de Spaanse competitie te winnen. 
Daarna keerde hij terug naar het Joegoslavische basketbal, waar hij speelde voor KK Šibenka, en daarna speelde hij bij S.C. Juventus Caserta in de Italiaanse 2e Divisie. Hij beëindigde zijn carrière bij die club, maar na een korte periode bij Red Star's grootste rivalen, Partizan Belgrado. Samen met de legendarische Joegoslavische hoofdtrainer, professor Aca Nikolić, is hij de enige persoon die zowel heeft gespeeld als gecoacht, zowel bij Rode Ster als bij Partizan.

## Nationale ploeg
Slavnić speelde in 179 wedstrijden voor het nationale ploeg van Joegoslavië, en scoorde 1.465 punten. Hij is een van de zeldzame spelers met gouden medailles op de Olympische Zomerspelen, de FIBA Wereldbeker, en de FIBA EuroBasket. Hij won drie EuroBasket titels, 1973 in Barcelona, 1975 in Belgrado en 1977 in Luik. Hij won goud op de FIBA Wereldbeker, in Manilla in 1978, en Olympisch goud, in Moskou in 1980.

## Coach
Slavnić trainde gedurende een 20 jaar verschillende ploegen in de Balkan en in Europa. 
Unaniem besloot het bestuur van de Servische Basketbal Federatie op 29 mei 2007 dat Slavnić de hoofdcoach moest worden van het eerste nationale team van Servië; nadat de statenbond met Montenegro was opgehouden te bestaan. Na talrijke "bedankt, maar geen dank"-beslissingen van ervaren spelers, die niet wilden deelnemen aan EuroBasket 2007, selecteerde Slavnić Milan Gurović, Marko Jarić, Darko Miličić, en negen debutanten, die later standaard leden werden van het Servische nationale team. Maar door nederlagen tegen Rusland, dat de titel pakte, vervolgens Griekenland, dat de titelverdediger was en in verlenging won, en Israël, werd Servië in de eerste fase van het continentale kampioenschap uitgeschakeld. De Servische basketbalfederatie besloot op 26 september 2007 op zoek te gaan naar een nieuwe hoofdcoach.

## Erelijst
- 2x Joegoslavisch landskampioen: 1969, 1972
- 3x Joegoslavisch bekerwinnaar: 1971, 1973, 1975
- 1x Spaans landskampioen: 1978
- 1x Saporta Cup: 1974
- Olympische Spelen: 1x , 1x
- Wereldkampioenschap: 1x , 1x
- Europees kampioenschap: 3x , 1x